# Maurits Frans Mörzer Bruijns
Maurits Frans Mörzer Bruijns (Bussum, 21 februari 1913 – Dieren, 14 oktober 2004) was een Nederlands bioloog en hoogleraar natuurbeheer en natuurbeschermer.
In 1931 startte Mörzer Bruijns zijn studie biologie, mede geïnspireerd door zijn biologieleraar van het gymnasium te Bussum en onder meer het werk van Jac.P. Thijsse en Eli Heimans. Hij haalde in 1941 cum laude zijn doctoraalexamen in de scheikunde, bodemkunde en biologie. Hij werkte als leraar aan de Middelbare Koloniale Landbouwhogeschool in Deventer (1941-1946), maar verrichtte tegelijk onderzoek aan de relatie tussen weekdieren en plantengemeenschappen. Dit onderzoek leidde in 1947 tot een proefschrift met als titel Over levensgemeenschappen waarop hij in Utrecht cum laude promoveerde.
Hij vervolgde zijn loopbaan bij Staatsbosbeheer als natuurbeschermingsconsulent en stond aan de wieg van het Rijksinstituut voor Veldbiologisch Onderzoek ten behoeve van het Natuurbehoud (RIVON) (opgegaan in het RIN en het latere Alterra). Hij was van 1957 tot 1970 directeur van het RIVON en werd van 1960 tot 1965 deeltijddocent en van 1965 tot 1970 buitengewoon hoogleraar en vanaf 1970 hoogleraar natuurbeheer aan de Landbouwhogeschool in Wageningen (tegenwoordig Wageningen Universiteit - WUR). Hij was daarmee de eerste hoogleraar natuurbehoud en natuurbeheer in Nederland. Onder leiding van Mörzer Bruijns werd de vakgroep Natuurbeheer uitgebreid met een groot aantal medewerkers, afkomstig uit verschillende disciplines. Er was nl. grote belangstelling van honderden studenten van uiteenlopende studierichtingen die zijn boeiende colleges volgden en bewerkten tot doctoraal-onderwerpen binnen zijn vakgroep. In 1973 was hij enkele maanden gastdocent aan het Institut Pertanian Bogor (Landbouwhogeschool) in Bogor en aan de Gadja Madah Universiteit in Yogyakarta, Indonesië.

## Natuurbescherming
Mörzer Bruijns speelde een belangrijke rol binnen de Nederlandse natuurbescherming, maar ook internationaal. In Nederland was hij lid van tientallen adviescolleges, waaronder de Natuurbeschermingsraad, de Biologische Raad van KNAW en de wetenschappelijke adviescommissies van RIN en Natuurmonumenten. Hij was, samen met dr. M.J. Adriani, vurig pleitbezorger voor de oprichting van de Stichting Wetenschappelijk Duinonderzoek en de biologische stations Schellingerland en Weevers’ Duin.
Zijn grote internationale inzet kreeg gestalte in zijn lidmaatschap van de Executive Board van de IUCN, consultant van de Raad van Europa, adviseur van het World Wildlife Fund en was voorzitter van de Europese afdeling van de International Council for Bird Preservation (ICBP).

## Onderscheidingen
Vanwege zijn verdiensten als natuurbeschermingspionier werd Mörzer Bruijns benoemd tot Ridder in de Orde van de Nederlandse Leeuw, Officier in de Orde van Oranje-Nassau, Erekruis in de Huisorde van Oranje, en Ridder en Officier in de Orde van de Gouden Ark.
Daarnaast kreeg hij de Oudemans Erepenning van de Vereniging Natuurmonumenten, de erepenning van Stichting Gelders Landschap, de Gouden Lepelaar van de Nederlandse Vogelbescherming, de ANWB Edo Bergsma onderscheiding (1978) en de Duitse Alexander Von Humboldt Medaille in Goud (1983).

## Familie
Bruijns was een zoon van scheepsgezagvoerder Maurits Frans Mörzer Bruijns (1884-1962) en Johanna Apollonia Dorothea Fischer (1886-1969). Hij trouwde in 1941 met Suze ten Hove (1917-1945), met wie hij twee kinderen kreeg. Zowel zijn echtgenote als zijn twee kinderen kwamen op 21 maart 1945 bij een bominslag te Gorssel om het leven. Hij trouwde in 1947 met Maria Alexine barones van Pallandt (1917-2013), dochter van de heer van Keppel, met wie hij nog twee zonen kreeg; zij was weduwe van ir. Willem Voorbeijtel Cannenburg (1916-1945) die in 1945 door de Duitsers was vermoord, zoon van Willem Voorbeijtel Cannenburg, en met wie zij ook enkele kinderen had.

## Publicaties (selectie)
Het werk van Mörzer Bruijnsin omvat circa 250 publicaties. In 1979 verscheen een bibliografie over Mörzer Bruijns van A.M. Docters van Leeuwen en C.L. Riemens, in het Nederlandse Bouwbouw Tijdschrift. 
- M.F Mörzer Bruijns (1947) Over levensgemeenschappen (proefschrift) Rijksuniversiteit te Utrecht.
- M.F Mörzer Bruijns (1951) The Netherlands as an environment for insect life.
- M.F Mörzer Bruijns (1965) Natuurbehoud als gemeenschapsbelang.
- M.F Mörzer Bruijns (1972) Stad en land in re-visie: zakelijke informatie, betrouwbare documentatie, vereiste maatregelen : referaten van het congres gemeente en milieubeheer.
- M.F Mörzer Bruijns (1979) Natuurbeheer vandaag: een terugblik, een plaatsbepaling en een blik vooruit.
- M.F Mörzer Bruijns, R.J. Benthem, Jan van de Kam, G. Blok en Jac. G. Constant (1979) Spectrum atlas van de Nederlandse landschappen.

- Digitale Bibliotheek voor de Nederlandse Letteren: morz002
- Gemeinsame Normdatei: 108989256X
- International Standard Name Identifier: 0000 0001 1660 7251
- Library of Congress Control Number: n86868896
- Nederlandse Thesaurus van Auteursnamen: 068653271
- Système universitaire de documentation: 243855982
- Virtual International Authority File: 65512562